# Karl Beck (Mediziner)
Karl Maria Otto Hans Beck (* 4. März 1880 in Bonndorf in Baden; † 6. März 1942 in Heidelberg) war ein deutscher HNO-Arzt und Hochschullehrer.

## Leben
Er war der Sohn des Mannheimer Oberbürgermeisters Otto Beck (1846–1908) und dessen Ehefrau Amalie geb. von Raouloff (1859–1937), Tochter eines Bildnismalers aus Rom. Nach dem Besuch des Gymnasiums studierte er Medizin an der Ruprecht-Karls-Universität Heidelberg, der Kaiser-Wilhelms-Universität Straßburg, der Ludwig-Maximilians-Universität München und der Friedrich-Wilhelms-Universität zu Berlin. Er weilte zur praktischen Ausbildung am German Hospital (London), später bei Paul Ehrlich am (Königlichen) Institut für experimentelle Therapie in Frankfurt am Main und bei dem Pathologen Paul Ernst (1859–1937) in Heidelberg. Nach der Promotion zum Dr. med. habilitierte er sich 1913 bei Werner Kümmel. Nach dessen Tod wurde er 1931 o. Professor und Direktor der Universitätsklinik für Hals-, Nasen- und Ohrenkranke. Sein Nachfolger wurde 1942 Alfred Seiffert (1883–1960).
Geheiratet hatte er am 2. März 1914 in Mannheim Alice Gräfin von Sternberg. Aus der Ehe gingen die Söhne Heinrich (* 1915) und Arnim (* 1917) sowie zwei Töchter hervor. Sie wohnten in Heidelberg, Münchhofstraße 41.

## Schriften
- Beiträge zum Lehrbuch der Strahlentherapie, Bd. 2: Die Strahlentherapie in der Chirurgie,  Urban & Schwarzenberg, Berlin Wien 1926.
- mit Friedrich Holtzmann: Lärmarbeit und Ohr. Eine klinische und experimentelle Untersuchung (= Arbeit und Gesundheit Heft 10). Reimar Hobbing, Berlin 1929.